# 초월적 논법
초월적 논법 ( Transcendental arguments )는 연역적 철학논증기법으로 경험의 명확한부분을 당연시하고 경험이 가능한 확실한 경우에 대한 것을 적시하는 것을 말한다.  이 논법은 전통적인 연역논법보다 보다 요구사항이 많은 추가적인 정당화 수준을 갖고 있다. 

## 논법
초월적 논법은 전형적으로 어떤 이미 있던 경험적 측면에서 시작한 다음 가능한 경험의 형식에 가장 확실한 것에서부터 추론을 이끌어 낸다.  이 논법은 회의주의를 논박하기 위해 사용되며, 외부세계 또는 다른 지성의 현실성에 대한 것에도 사용된다. 
칸트는 이상주의를 논박하기 위해 한 예를 사용하였는 데, 이상주의자들은 우리의 지성과 독립적으로 물질의 경험을 믿는데 이것은 비합리적이라는 것이다.  
네덜란드 철학자인 헤르만 도예베르트는 이 논법을 사용하여 사고의 이론적 태도를 가능하게 하는 조건을 계발하는 데 사용하였다.  특히, 그는 이론적 사고가 중립적일 수 없으며 오히려, 본질적으로 "종교적"이라는 전제를 가져야 한다고 주장하였다. 

## 같이 보기
- 초월적 관념론
- 존 맥도웰
- 윌프리드 셀러스
- 괴델의 불완전성 정리